# 201P/LONEOS
201P/LONEOS – kometa krótkookresowa, należąca do rodziny Jowisza. 

## Odkrycie
Kometa została odkryta 10 września 2001 roku w ramach programu obserwacyjnego LONEOS. W nazwie znajduje się nazwa programu.

## Orbita komety i właściwości fizyczne
Orbita komety 201P/LONEOS ma kształt elipsy o mimośrodzie 0,6. Jej peryhelium znajduje się w odległości 1,34 j.a., aphelium zaś 5,58 j.a. od Słońca. Jej okres obiegu wokół Słońca wynosi 6,43 roku, nachylenie do ekliptyki to wartość 7,03˚.
Jądro tej komety ma rozmiary maks. kilka km.